# Hypoderma dundasicum
Hypoderma dundasicum är en svampart som beskrevs av P.R. Johnst. 1990. Hypoderma dundasicum ingår i släktet Hypoderma och familjen Rhytismataceae.   Inga underarter finns listade i Catalogue of Life.